# Ivo Caprino

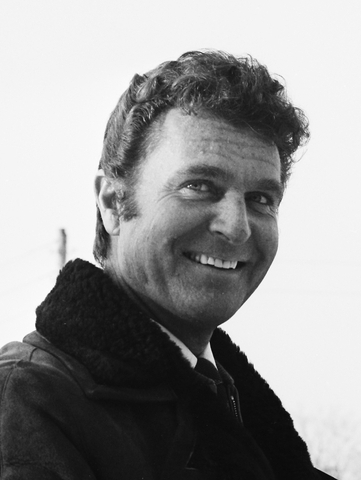
Ivo Caprino (1970)

Ivo Caprino (* 17. Februar 1920 in Christiania (Oslo), Norwegen; † 8. Februar 2001 auf Snarøya (Oslo)) war ein Filmregisseur, -produzent und Erfinder. Sein Stop-Motion-Puppentrickfilm Flåklypa Grand Prix (Hintertupfinger Grand Prix) aus dem Jahr 1975 gilt mit 5,5 Millionen verkauften Eintrittskarten als erfolgreichster Film Norwegens.

## Familie
Caprinos Eltern waren der Künstler, Möbelschreiner und italienische Konsul Mario Caprino (1881–1959) und die Künstlerin und Puppenmacherin Ingeborg Gude (1890–1963). Die Eltern hatten 1912 in Rom geheiratet, wo Caprinos Großvater Richter am Obersten Gerichtshof war. Nach dem Ersten Weltkrieg zogen sie nach Christiania. Der andere Großvater war der Diplomat Ove Gude (1853–1910), ein Sohn und Neffe der Maler Hans Fredrik Gude (1825–1903) und Nils Gude (1859–1908). Die Familie Gude stammte aus Rendsburg.
Caprino heiratete die Filmschauspielerin Liv Bredal (1919–2011). Seine Kinder Remo Caprino (* 1944) und Ivonne Caprino-Newhouse (* 1954) sind beide Filmproduzenten, der Enkel Mario Caprino (* 1978) entwirft Videospiele.

## Wirken

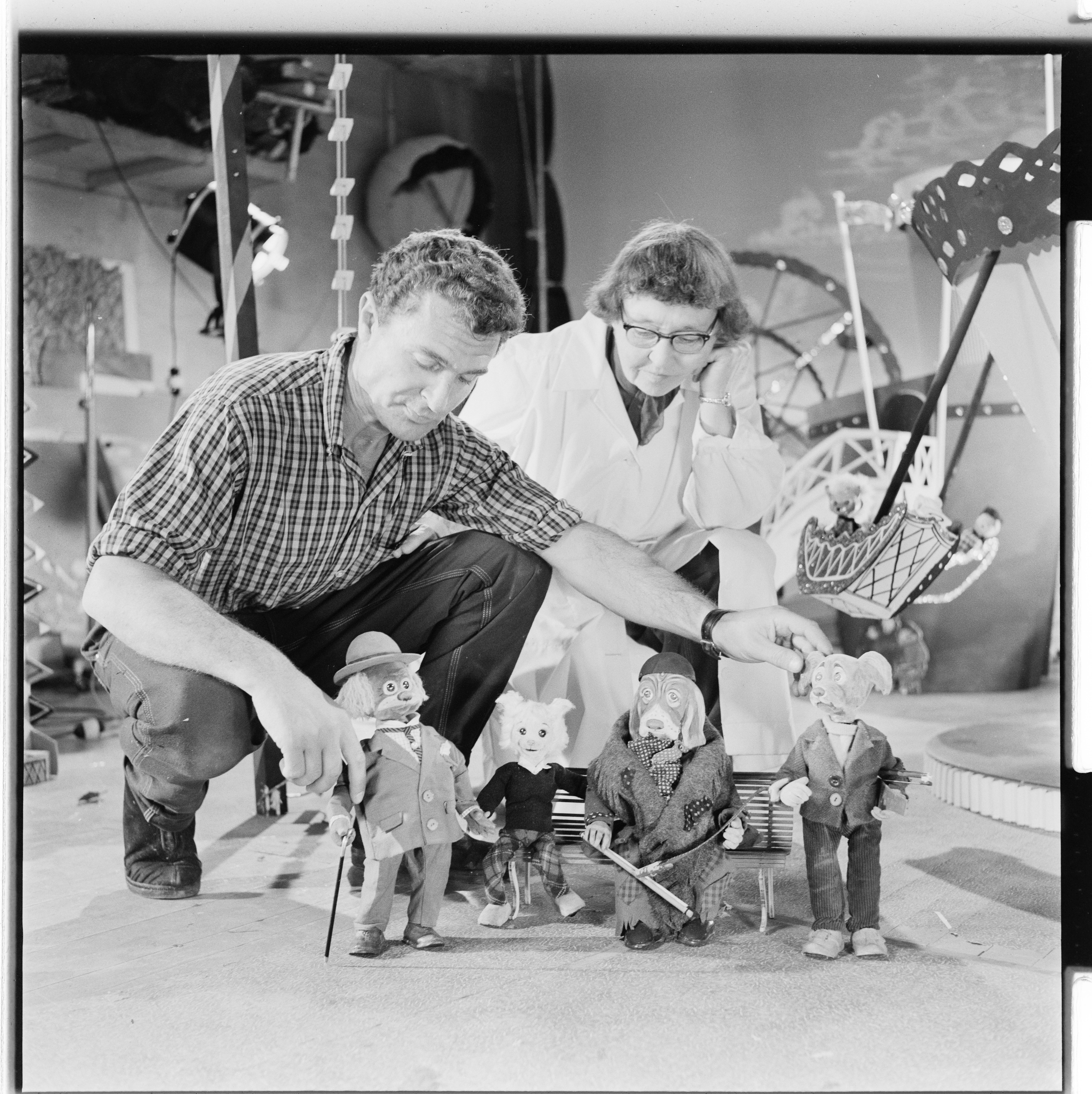
Ivo Caprino mit seiner Mutter Ingeborg Gude und Puppen für einen Werbefilm (1954)

Ivo Caprino wuchs auf dem Gutshof Snarøen Hovedgård auf der Insel Snarøya auf. Seine Mutter hatte für eine Produktion von Frithjof Tidemand-Johannessen (1916–1958) einige Puppen angefertigt. Die überzähligen Puppen verwandte Caprino für seinen ersten Animationsfilm, Tim und Tøffe (1948). Er richtete im Gutshaus ein Filmstudio ein, wo seine Mutter in Vollzeit an neuen Puppen arbeitete.
Caprino nahm mit seinen Puppen- und Abenteuerfilmen eine Sonderstellung im norwegischen Kulturleben ein. Sein Film Veslefrikk med fela (Kleiner Frikk mit Geige) wurde 1952 auf den Filmfestspielen von Venedig als bester Kinderfilm ausgezeichnet. Die Auftragsproduktion Den standhaftige tinnsoldat (Der standhafte Zinnsoldat) im Andersen-Jubiläumsjahr 1954 erhielt mehrere internationale Preise. Der „Klassiker“ Karius og Baktus (Karius und Baktus) wurde in der deutschen Fassung von Werner Lieven und Hans Clarin synchronisiert. Daneben wurden Werbe- und später Fernsehfilme hergestellt.
Caprinos Mutter war bis zu ihrem Tod 1963 an allen Filmen beteiligt. Danach übernahm seine Tochter Ivonne die Anfertigung der Puppen. Bjarne Sandemose (1924–2013), der Mann einer Kusine, war einer seiner wichtigsten Mitarbeiter.
Mit ihm entwickelte Caprino den “Super Videographer” bei dem ein Film mit fünf Kameras aufgenommen wird. Fünf Projektoren spielen den Film auf einer Leinwand, die einen Winkel von 225 Grad umfasst, wieder ab. Das erste der Kino dieser Art war von 1988 bis 2009 am Nordkap in Betrieb. Zuvor hatte Caprino im Stop-Motion-Bereich einige Techniken selbst erfunden.

## Filmografie (Auswahl)
- 1948: Tim og Tøffe (Tim und Tøffe)
- 1951: Musikk på loftet (Musik auf dem Dachboden)
- 1951: En dukkedrøm (Ein Puppentraum)
- 1952: Veslefrikk med fela (Kleiner Frikk mit Geige)
- 1954: Den standhaftige tinnsoldat (Der standhafte Zinnsoldat)
- 1954: Karius og Baktus (Karius und Baktus)
- 1955: Klatremus i knipe (Klettermaus in Not)
- 1959: Ugler i mosen (Eulen im Moos)
- 1961: Askeladden og de gode hjelperne (Askeladden und die guten Helfer)
- 1962: Reveenka (Frau Reineke)
- 1963: Papirdragen (Papierdrachen)
- 1966: Sjuende far i huset
- 1967: Gutten som kappåt med trollet
- 1975: Flåklypa Grand Prix (Hintertupfinger Grand Prix; The Pinchcliffe Grand Prix)

## Preise und Auszeichnungen (Auswahl)
- 1952: Bester Kinderfilm der Filmfestspiele von Venedig (Veslefrikk med fela)
- 1975: Aamot-statuetten
- 1995: Amandaprisen mit Bjarne Sandemose
- 1989: Ritter 1. Klasse des Sankt-Olav-Ordens
- 2001: Komtur des Verdienstordens der Italienischen Republik